# 마리우 소아르스
마리우 소아르스(포르투갈어: Mário Soares, 1924년 12월 7일 ~ 2017년 1월 7일)는 포르투갈의 국무총리(1976-1978, 1983-1985), 대통령(1986-1996)을 역임한 정치인이다. 몇십년 만에 민간인정부를 복귀시키기도 했다.

## 약력
리스본에서 조앙 로페스 소아르스(1878-1970)와 엘리사 노브레 밥티스타(1887-1955)의 아들로 태어났다. 아버지는 콜레지우 모데르누의 창설자이며, 장관을 역임한 반파시스트 공화파 정치인이었다. 아버지에게는 테르툴리아누 로페스 소아르스라는 아들이 있었으나, 그의 어머니가 누구인지 밝혀지지 않았다. 어머니에게는 J. 노브레 밥티스타와 칸디두 노브레 밥티스타라는 두 자녀가 있었다. 소아르스는 로마 가톨릭 집안에서 자랐으나, 그 자신은 세속주의, 불가지론, 그리고 무신론자였다.
리스본 대학에서 역사와 철학을 전공하였고, 1957년 대학교 강사가 되지만, 안토니우 살라자르(António Salazar)가 이끄는 독재정권에 저항했다가 수차례 투옥되었다. 소아르스는, 반파시스트국민연합운동과 민주통합운동과 같은 레지스탕스 조직을 창설하였고 그곳에서 활동하였다.
소아르스는 아버지가 창설한 콜레지우 모데르누에서 학업을 시작했다. 짧은 기간 동안, 그는 포르투갈 공산주의의 대표이자 소아르스의 정치적 라이벌이었던 알바루 쿠냘(Álvaro Cunhal)로부터 지리학을 배우게 된다.
소아르스는 청년부의 책임을 갖고 포르투갈 공산당에 입당하였다. 이 무렵, 그는 리스본에서 2차 세계 대전의 종말을 축하하기 위한 시위대를 조직한다. 1946년, 소아르스는 포르투갈의 정치경찰(비밀경찰)인 PIDE에게 체포되었다. 이 무렵 그는 마리우 아제베두 고메스(Mário Azevedo Gomes)가 의장으로 일하던, 민주통합운동의 중앙위원회의 멤버로 활동하던 시기였다. 소아르스는 1949년 다시 체포되었다. 그는 대선 후보자 군 장성 노르톤 드 마투스의 비서였다. 하지만 이 둘의 관계는 끊기고 말았다.

## 역대 선거 결과
| 선거명      | 직책명            | 대수 | 정당   | 1차 득표율 | 1차 득표수  | 2차 득표율 | 2차 득표수  | 결과 | 당락 |
| ----------- | ----------------- | ---- | ------ | ---------- | ----------- | ---------- | ----------- | ---- | ---- |
| 1986년 선거 | 포르투갈의 대통령 | 17대 | 사회당 | 25.43%     | 1,443,683표 | 51.18%     | 3,010,756표 | 1위  |      |
| 1991년 선거 | 포르투갈의 대통령 | 17대 | 사회당 | 70.35%     | 3,459,521표 |            |             | 1위  |      |
| 2006년 선거 | 포르투갈의 대통령 | 19대 | 사회당 | 14.31%     | 785,355표   |            |             | 3위  | 낙선 |